# 小川勇夫
小川 勇夫（おがわ いさお、1931年〈昭和6年〉1月1日 ‐ 2007年〈平成19年〉3月21日）は、日本の政治家。相模原市長（3期）、神奈川県議会議員（4期）を歴任した。

## 略歴
- 神奈川県高座郡田名村（現：相模原市）出身。神奈川県立厚木高等学校、1958年早稲田大学第一商学部卒業。
- 1979年4月から神奈川県議会議員を務め、4期目途中の1996年12月に県議を辞職。1997年1月の相模原市長選に立候補し初当選、第6代市長に就任。
- 市長3期目途中の2005年7月、硬膜下血腫で緊急手術。2007年2月16日、市議会本会議後に体調不良のため再び入院し、その後も発熱が続く等、病状は一進一退し、同年3月8日、体調不良を理由とする同年4月30日付の辞表を提出した。
- 2007年3月21日2時16分、肺炎のため相模原市内の北里大学病院で死去。76歳没。
- 同日付で、正五位旭日中綬章に叙され、2007年5月1日に授与された[2]。
- 2000年3月に「道標」、2004年4月に「道標 －わたしの備忘録Ⅱ－」を発刊。市長在職中に書きおろした原稿、新聞に掲載されたエッセイが盛り込まれている。
- 2007年7月3日に相模原市葬が相模原市民会館で執り行われ、約1,300人が参列した。

## 相模原市長としての功績
- 3期10年にわたり、「未来を見据えたまちづくり」「街角からの発想」「公平・公正」を信条に市政運営を担った。
- 保健所政令市への移行（2000年4月1日）を実現。
- 中核市への移行（2003年4月1日）を実現。
- 津久井郡4町との合併による人口70万都市の誕生を実現。（津久井郡4町との合併経緯については、相模原市を参照のこと）
  - 2007年3月11日の合併記念式典に入院中の病院から駆け付け、政令指定都市への移行という新市の目標を改めて示したことが最後の公務となった。
- 米軍再編による在日米陸軍相模総合補給廠の一部返還を実現。
  - 在日米軍再編協議では基地強化に反対した。2005年11月、防衛庁長官との会談で、「戦車にひかれたって阻止する」と怒りをぶつけた。
  - 相模総合補給廠の一部返還でも2006年12月、防衛庁長官に「返還時期を示せ」と要望、「地元負担の軽減が実現するまで、定期券を買って日参するつもりで頑張る」と気骨を見せた。